# Humberto Akabal
Humberto Ak'Baltambém Ak'ab'al ou Akabal (1952, Momostenango, Totonicapán, Guatemala) é um poeta maia quiché. A sua poesia encontra-se publicada em francês, inglês, alemão e italiano, além da língua original (quiché) e espanhol. O seu livro Guardián de la caída de água foi nomeado livro do ano pela Associação de Jornalistas da Guatemala e recebeu o prémio Quetzal Dourado em 1993. Em 1995 recebeu um título honorário da Universidade de San Carlos de Guatemala. Em 2004 declinou receber o Prémio Nacional de Literatura da Guatemala por este ter o nome de Miguel Ángel Asturias que Ak'Bal acusou de fomentar o racismo. Segundo ele, o ensaio de Asturias publicado em 1923, O Problema Social do Índio, "Ofende os povos indígenas da Guatemala, dos quais faço parte."